# Long Daoyi
Long Daoyi, född 6 mars 2003, är en kinesisk simhoppare.
Han blev världsmästare i synchro 3 meter både 2023 och 2024. Han dessutom brons individuellt i tremeterssvikten 2023.